# Чемпіонат світу з хокею з шайбою серед юніорських команд (жінки) 2014
Чемпіонат світу з хокею з шайбою серед юніорських команд (жінки) 2014 — 7-й розіграш чемпіонату світу з хокею серед юніорок. Чемпіонат проходив у Угорщині Будапешті, з 23 по 30 березня 2014 року. 

## Топ-дивізіон

### Команди
- Канада
- Чехія
- Фінляндія
- Японія
- Угорщина
- Росія
- Швеція
- США

## Попередній етап

### Група А
| М. | Збірна    | І | В | ВО | ПО | П | Ш    | О | Канада | Чехія | Фінляндія | Японія |
| -- | --------- | - | - | -- | -- | - | ---- | - | ------ | ----- | --------- | ------ |
| 1. | Канада    | 3 | 3 | 0  | 0  | 0 | 19:1 | 9 |        | 5:0   | 7:0       | 7:1    |
| 2. | Чехія     | 3 | 1 | 1  | 0  | 1 | 7:9  | 5 | 0:5    |       | 4:3 Б     | 3:1    |
| 3. | Фінляндія | 3 | 1 | 0  | 1  | 1 | 7:13 | 4 | 0:7    | 3:4 Б |           | 4:2    |
| 4. | Японія    | 3 | 0 | 0  | 0  | 3 | 4:14 | 0 | 1:7    | 1:3   | 2:4       |        |

### Група В
| М. | Збірна   | І | В | ВО | ПО | П | Ш    | О | США | Росія | Швеція | Угорщина |
| -- | -------- | - | - | -- | -- | - | ---- | - | --- | ----- | ------ | -------- |
| 1. | США      | 3 | 3 | 0  | 0  | 0 | 20:1 | 9 |     | 6:1   | 7:0    | 7:0      |
| 2. | Росія    | 3 | 2 | 0  | 0  | 1 | 9:8  | 6 | 1:6 |       | 5:1    | 3:1      |
| 3. | Швеція   | 3 | 1 | 0  | 0  | 2 | 6:13 | 3 | 0:7 | 1:5   |        | 5:1      |
| 4. | Угорщина | 3 | 0 | 0  | 0  | 3 | 2:15 | 0 | 0:7 | 1:3   | 1:5    |          |

## Втішний раунд
- Японія —  Угорщина 4:3, 6:0

## Плей-оф

### Чвертьфінали
- Росія —  Фінляндія 3:1
- Чехія —  Швеція 3:0

### Півфінали
- Канада —  Росія 1:0
- США —  Чехія 3:1

### Матч за 5 місце
- Фінляндія —  Швеція 3:2 ОТ

### Матч за 3 місце
- Росія —  Чехія 0:1

### Фінал
- США —  Канада 1:5

## Найкращі гравці чемпіонату світу
Найкращими гравцями були обрані (Директорат турніру):
Воротар  Клара Пешларова
Захисник  Джінсі Данн
Нападник  Тейлор Ціанфарано
Джерело: ІІХФ [Архівовано 4 січня 2015 у Wayback Machine.]

## Дивізіон І

### Кваліфікація
Турнір проходив у місті Криниця-Здруй (Польща), з 18 березня по 23 березня 2014 року.
| Збірна    | І | В | ВО | ПО | П | Ш     | О  |
| --------- | - | - | -- | -- | - | ----- | -- |
| Австрія   | 4 | 4 | 0  | 0  | 0 | 21:3  | 12 |
| Польща    | 4 | 2 | 1  | 0  | 1 | 13:8  | 8  |
| Китай     | 4 | 1 | 1  | 0  | 2 | 11:15 | 5  |
| Італія    | 4 | 0 | 1  | 1  | 2 | 5:12  | 3  |
| Казахстан | 4 | 0 | 0  | 2  | 2 | 5:17  | 2  |

### Фінал
Турнір проходив у місті Фюссен (Німеччина), з 29 березня по 4 квітня 2014 року.
| Збірна          | І | В | ВО | ПО | П | Ш     | О  | Швейцарія | Франція | Німеччина | Норвегія | Словаччина | Австрія |
| --------------- | - | - | -- | -- | - | ----- | -- | --------- | ------- | --------- | -------- | ---------- | ------- |
| Швейцарія       | 5 | 4 | 0  | 1  | 0 | 19:4  | 13 |           | 5-0     | 2-3 ОТ    | 3-1      | 1-0        | 8-0     |
| Франція         | 5 | 3 | 1  | 0  | 1 | 16:10 | 11 | 0-5       |         | 3-2       | 5-0      | 3-2        | 5-1     |
| Німеччина       | 5 | 3 | 1  | 0  | 1 | 20:8  | 11 | 3-2 ОТ    | 2-3     |           | 3-2      | 2-1        | 10-0    |
| Норвегія        | 5 | 2 | 0  | 0  | 3 | 11:14 | 6  | 1-3       | 0-5     | 2-3       |          | 3-1        | 5-2     |
| Словаччина      | 5 | 1 | 0  | 1  | 3 | 7:10  | 4  | 0-1       | 2-3     | 1-2       | 1-3      |            | 3-1     |
| Велика Британія | 5 | 0 | 0  | 0  | 5 | 4:31  | 0  | 0-8       | 1-5     | 0-10      | 2-5      | 1-3        |         |